# Eurycea troglodytes
Espèce
Statut de conservation UICN

 DD  : Données insuffisantes
Eurycea troglodytes est une espèce d'urodèles de la famille des Plethodontidae.

## Répartition
Cette espèce est endémique du comté de Medina au Texas aux États-Unis.

## Publication originale
- Baker, 1957 : Eurycea troglodytes: a new blind cave salamander from Texas. Texas Journal of Science, vol. 9, p. 328.